# Jesse Dark
Jesse L. Dark (Richmond, Virginia, 2 de septiembre de 1951) es un exjugador de baloncesto estadounidense que jugó durante una temporada en la NBA y posteriormente lo hizo en la EBA dos años más. Con 1,96 metros de estatura, lo hacía en la posición de alero.

## Trayectoria deportiva

### Universidad
Jugó durante cuatro temporadas con los Rams de la Universidad Virginia Commonwealth, en las que promedió 18,2 puntos,5,2 rebotes y 3,1 asistencias por partido. Es en la actualidad el tercer mejor anotador de la historia de los Rams en promedio de puntos en una carrera. En la temporada 1973-74, sus 555 puntos conseguidos supusieron la segunda marca de toda la historia de su equipo, figurando en la actualidad en la quinta posición.

### Profesional
Fue elegido en la trigésimo segunda posición del Draft de la NBA de 1974 por New York Knicks, y también por Virginia Squires en la segunda ronda del draft de la ABA, fichando por los primeros. Jugó una única temporada con los Knicks, saliendo siempre desde el banquillo, en la que promedió 3,6 puntos por partido.
Tras ser despedido antes del comienzo de la temporada 1975-76, continuó su carrera en la Eastern Basketball Association, jugando con los Scranton Apollos, con los que ganó el título en 1977, y posteriormente en su ciudad natal, con los Richmond Virginians.

## Estadísticas de su carrera en la NBA

### Temporada regular
| Temporada | Edad | Equipo   | Liga | P  | TIT | MIN | TC  | TCA | %TC  | 3P | 3PA | %3P | TL  | TLA | %TL  | R.OF. | R.DEF. | REB | ASIS | ROB | TAP | PER | FP  | PTS |
| 1974-75   | 23   | New York | NBA  | 47 |     | 8.5 | 1.6 | 3.3 | .471 |    |     |     | 0.5 | 0.9 | .550 | 0.3   | 0.5    | 0.8 | 0.6  | 0.1 | 0.0 |     | 1.0 | 3.6 |
| Total     |      |          | NBA  | 47 |     | 8.5 | 1.6 | 3.3 | .471 |    |     |     | 0.5 | 0.9 | .550 | 0.3   | 0.5    | 0.8 | 0.6  | 0.1 | 0.0 |     | 1.0 | 3.6 |

### Playoffs
| Temporada | Edad | Equipo   | Liga | P | MIN | TCA | TC | 3PA | 3P | TLA | TL | R.OF. | REB | ASIS | ROB | TAP | PER | FP | PTS | %TC  | %3P | %FT   | MIN | PTS | REB | AST |
| 1974-75   | 23   | New York | NBA  | 2 | 11  | 1   | 6  |     |    | 5   | 5  | 1     | 1   | 1    | 0   | 0   |     | 2  | 7   | .167 |     | 1.000 | 5.5 | 3.5 | 0.5 | 0.5 |
| Total     |      |          | NBA  | 2 | 11  | 1   | 6  |     |    | 5   | 5  | 1     | 1   | 1    | 0   | 0   |     | 2  | 7   | .167 |     | 1.000 | 5.5 | 3.5 | 0.5 | 0.5 |